# 볼로냐
볼로냐(이탈리아어: Bologna)는 이탈리아 북부 내륙에 있는 대학 도시이다. 세계에서 가장 오래된 대학으로 알려진 볼로냐 대학교가 있는 곳이다.

## 교통
볼로냐에는 굴리엘모 마르코니 국제 공항이 위치해 있다. 이 공항은 2004년에 새로운 활주로를 추가하여 좀 더 대형 항공기를이 이착륙 할 수 있게 되었다.
볼로냐 중앙 역은 볼로냐 시의 전략적 위치로 인해, 이탈리아 북부지역 기차 선로에서 중요한 허브 역할을 한다.
볼로냐 역은 1980년 8월에 85명의 사망자가 생긴 초대형 폭탄 테러를 겪었다. 이로 인해, 이탈리아 일반 대중들 사이에서는, 볼로냐 역은 대형 테러 공격에 대한 대비책을 마련하는 시금석이 된 역이다. 1980년의 이 테러 공격은 이탈리아의 일반 대중들 사이에서는 볼로냐 대학살(Strage di Bologna)로 흔히 불린다. 이 테러 공격은 이탈리아의 네오 파시스트활동가들에 의해서 이루어졌다고 사람들이 믿고 있다.

## 인구
| 연도          | 인구    | ±%     |
| ------------- | ------- | ------ |
| 1921          | 212,754 | —      |
| 1931          | 249,226 | +17.1% |
| 1936          | 281,162 | +12.8% |
| 1951          | 340,526 | +21.1% |
| 1961          | 444,872 | +30.6% |
| 1971          | 490,528 | +10.3% |
| 1981          | 459,080 | −6.4%  |
| 1991          | 404,378 | −11.9% |
| 2001          | 371,217 | −8.2%  |
| 2011          | 371,337 | +0.0%  |
| 2021          | 387,842 | +4.4%  |
| Source: ISTAT |         |        |

### 인종 구성
94.3%의 인구는 이탈리아인이다. 나머지 5.7%는 주로 모로코인, 중국인, 알바니아인, 루마니아인, 우크라이나인, 필리핀인 등이다.

## 음식
볼로냐의 음식은 이곳의 독특한 조리 기술 전통으로 유명하며, 어떤 사람들은 볼로냐를 이탈리아 음식의 수도로 생각하기도 한다. 비옥한 포(Po) 강 계곡에 위치해 있는 덕으로, 볼로냐 지방의 음식은 고기와 치즈를 아주 많이 사용하는 것으로 유명하다. 대부분의 에밀리아-로마냐 지방의 도시들과 마찬가지로, 돼지고기의 가공 음식인 프로슈토, 모르타델라(mortadella), 살라미 등은 이 지방에서 유명한 가공음식들이다. 인근의 유명한 포도주 상표들은 피뇨레토 데이 콜리 볼로네지(Pignoletto dei Colli Bolognesi), 람부르스코 디 모데나(Lambrusco di Modena), 산죠베제 디 로마냐(Sangiovese di Romagna)등이 있다.
유명한 지방 특별 음식으로는 딸리야뗄레 알 라구(Tagliatelle al ragù; 고기 소스를 이용한 파스타로, 여기에서 유명한 볼로냐 스파게티가 파생되어 나온다)와 모르타델라(볼로냐의 오리지날 소시지)가 있다.

## 기후
| 볼로냐의 기후                                                                                                   | 볼로냐의 기후 | 볼로냐의 기후 | 볼로냐의 기후 | 볼로냐의 기후 | 볼로냐의 기후 | 볼로냐의 기후 | 볼로냐의 기후 | 볼로냐의 기후 | 볼로냐의 기후 | 볼로냐의 기후 | 볼로냐의 기후 | 볼로냐의 기후 | 볼로냐의 기후 |
| 월 | 1월           | 2월           | 3월           | 4월           | 5월           | 6월           | 7월           | 8월           | 9월           | 10월          | 11월          | 12월          | 연간          |
| --- | ------------- | ------------- | ------------- | ------------- | ------------- | ------------- | ------------- | ------------- | ------------- | ------------- | ------------- | ------------- | ------------- |
| 역대 최고 기온 °C (°F)                                                                                          | 20.7 (69.3)   | 24.9 (76.8)   | 27.0 (80.6)   | 30.6 (87.1)   | 34.9 (94.8)   | 38.0 (100.4)  | 39.6 (103.3)  | 40.1 (104.2)  | 34.8 (94.6)   | 29.8 (85.6)   | 24.0 (75.2)   | 23.0 (73.4)   | 40.1 (104.2)  |
| 일평균 최고 기온 °C (°F)                                                                                        | 7.2 (45.0)    | 9.9 (49.8)    | 15.1 (59.2)   | 19.1 (66.4)   | 23.9 (75.0)   | 28.5 (83.3)   | 31.4 (88.5)   | 31.3 (88.3)   | 25.7 (78.3)   | 19.3 (66.7)   | 12.6 (54.7)   | 7.7 (45.9)    | 19.3 (66.8)   |
| 일일 평균 기온 °C (°F)                                                                                          | 3.3 (37.9)    | 5.2 (41.4)    | 9.6 (49.3)    | 13.4 (56.1)   | 18.2 (64.8)   | 22.7 (72.9)   | 25.2 (77.4)   | 25.1 (77.2)   | 20.2 (68.4)   | 14.9 (58.8)   | 9.0 (48.2)    | 4.1 (39.4)    | 14.2 (57.7)   |
| 일평균 최저 기온 °C (°F)                                                                                        | −0.5 (31.1)   | 0.4 (32.7)    | 4.0 (39.2)    | 7.8 (46.0)    | 12.5 (54.5)   | 16.8 (62.2)   | 19.1 (66.4)   | 19.0 (66.2)   | 14.6 (58.3)   | 10.5 (50.9)   | 5.4 (41.7)    | 0.5 (32.9)    | 9.2 (48.5)    |
| 역대 최저 기온 °C (°F)                                                                                          | −18.8 (−1.8)  | −14.4 (6.1)   | −9.7 (14.5)   | −4.5 (23.9)   | 0.8 (33.4)    | 7.0 (44.6)    | 9.0 (48.2)    | 9.7 (49.5)    | 4.5 (40.1)    | −1.8 (28.8)   | −9.0 (15.8)   | −13.4 (7.9)   | −18.8 (−1.8)  |
| 평균 강수량 mm (인치)                                                                                           | 34.0 (1.34)   | 44.3 (1.74)   | 54.2 (2.13)   | 74.2 (2.92)   | 58.0 (2.28)   | 57.3 (2.26)   | 40.5 (1.59)   | 52.5 (2.07)   | 67.5 (2.66)   | 72.3 (2.85)   | 68.0 (2.68)   | 48.5 (1.91)   | 671.3 (26.43) |
| 평균 강설량 cm (인치)                                                                                           | 14.0 (5.5)    | 5.0 (2.0)     | 4.6 (1.8)     | 0.2 (0.1)     | 0.0 (0.0)     | 0.0 (0.0)     | 0.0 (0.0)     | 0.0 (0.0)     | 0.0 (0.0)     | 0.0 (0.0)     | 3.3 (1.3)     | 9.4 (3.7)     | 36.5 (14.4)   |
| 평균 강수일수 (≥ 1.0 mm)                                                                                        | 5.9           | 5.6           | 7.1           | 8.2           | 8.1           | 6.1           | 4.2           | 5.2           | 5.4           | 7.1           | 6.4           | 5.8           | 75.1          |
| 평균 강설일수 (≥ 1.0 cm)                                                                                        | 2.4           | 1.2           | 0.5           | 0.03          | 0.0           | 0.0           | 0.0           | 0.0           | 0.0           | 0.0           | 0.5           | 1.6           | 6.23          |
| 평균 상대 습도 (%)                                                                                              | 83            | 78            | 70            | 71            | 69            | 68            | 65            | 66            | 69            | 76            | 84            | 84            | 74            |
| 평균 월간 일조시간                                                                                              | 77.5          | 96.1          | 151.9         | 174.0         | 229.4         | 255.0         | 291.4         | 260.4         | 201.0         | 148.8         | 81.0          | 74.4          | 2,040.9       |
| 출처 1: Istituto Superiore per la Protezione e la Ricerca Ambientale (평년값: 1991년~2020년, 극값: 1946년~현재) |               |               |               |               |               |               |               |               |               |               |               |               |               |
| 출처 2: 이탈리아 기상국, 볼로냐 기상센터 (강수: 1971년~2000년, 강설/일조/상대습도: 1961년~1990년)               |               |               |               |               |               |               |               |               |               |               |               |               |               |

## 볼로냐 대학교
볼로냐 대학교 (Università di Bologna)는 1088년에 설립된 유럽에서 현존하는 가장 오래된 대학이다. 중세 시대, 기독교 진영의 많은 유럽 지식인들을 끌어 오았던 유럽의 지적활동의 중심지였었다. 따라서 13세기부터 15세기 사이의 많은 중세시대의 예술, 많은 문서들, 그리고 유명 중세 재판관들의 무덤들이 있다.

## 자매 도시
- 독일 라이프치히 (1962)
- 크로아티아 자그레브 (1963)
- 우크라이나 하르키우 (1966)
- 스페인 발렌시아 (1976)
- 그리스 테살로니키 (1981)
- 프랑스 툴루즈 (1981)
- 영국 코번트리 (1984)
- 미국 세인트루이스 (1987)
- 니카라과 산카를로스 (1988)
- 아르헨티나 라플라타 (1988)
- 세네갈 생루이 (1991)
- 보스니아 헤르체고비나 투즐라 (1994)
- 미국 포틀랜드 (2004)

## 같이 보기
- 볼로냐 과정